# University Press of Mississippi
University Press of Mississippi este o editură universitară americană fondată în 1970, care este sponsorizată de cele opt universități de stat din Mississippi.

## Universitățile sponsor ale editurii
- Alcorn State University
- Delta State University
- Jackson State University
- Mississippi State University
- Mississippi University for Women
- Mississippi Valley State University
- University of Mississippi
- The University of Southern Mississippi

## Mărci
- Banner Books[1]
- Muscadine Books (cărți despre cultura sudistă a Statelor Unite ale Americii)

## Colecții notabile
Cele mai importante colecții ale editurii sunt următoarele: 
- American Made Music[2]
- Folk Art and Artists[3]
- Great Comics Artists[4]
- Hollywood Legends[5]
- Studies in Popular Culture[6]
  - categoria Comics and Popular Culture[7]

## Legături externe
- University Press of Mississippi